# 연향2로
연향2로(Yeonhyang 2-ro)는 전라남도 순천시 연향동 교육지원청사거리 에서 연향동 여성문화회관사거리 를 연결하는 도로이다.

## 주요 경유지
전라남도
- 순천시 (연향동)

## 노선
| 이름                  | 접속 노선             | 소재지        | 소재지        | 비고          |
| 덕연로와 직결         | 덕연로와 직결         | 덕연로와 직결 | 덕연로와 직결 | 덕연로와 직결 |
| --------------------- | --------------------- | ------------- | ------------- | ------------- |
| 교육지원청사거리      | 충효로                | 순천시        | 연향동        |               |
| 세무서사거리          | 연향번영길            | 순천시        | 연향동        |               |
| 연향중사거리          | 연향중앙상가길        | 순천시        | 연향동        |               |
| 여성문화회관사거리    | 국도 제2호선 (백강로) | 순천시        | 연향동        |               |
| 기적의도서관길와 직결 |                       |               |               |               |

## 주요 건물 및 시설
- 신협 순천중앙신협 연향지점 (연향2로 10/연향동 1361-1)
- 전라남도순천교육지원청 (연향2로 15/연향동 1354)